# 46-й Берлинский международный кинофестиваль
46-й Берлинский международный кинофестиваль проходил с 15 по 26 февраля 1996 года в западноберлинском кинотеатре Zoo Palast. Жюри основного конкурса возглавил российский кинорежиссёр и актёр Никита Михалков.
Лучшим фильмом смотра признана костюмная мелодрама Энга Ли «Разум и чувства». «Серебряного медведя» за лучшую мужскую актёрскую работу забрал с собой американец Шон Пенн («Мертвец идёт»), аналогичной награды за женскую роль удостоилась француженка Анук Гринбер, исполнившая главную роль в драме «Мужчина моей жизни». Звание лучшего режиссёра разделили между собой Йим Хо («У солнца есть уши») и Ричард Лонкрейн («Ричард III»).
Почётные «Золотые медведи» за жизненные достижения в области кинематографа получили актёр Джек Леммон и режиссёр Элиа Казан. Как отмечали независимые обозреватели, по-сравнению с фестивалем прошлого года этот стал для зрителей «утешением». В конкурсную программу были отобраны как работы признанных мастеров мирового кино (Анджей Вайда, Терри Гиллиам, Стивен Фрирз), так и новичков в этом деле (Парк Кванг-су, Нильс Арден Оплев, Хе Пинг).

## Ход фестиваля
По причине того, что смотром прошлого года не был доволен ни один критик, организаторы делали всё возможное, чтобы удовлетворить публику на этот раз. В этом году было всё: профессионалы и любители, величественное кино и личные истории, блеск, гламур и изобилие материала для страстных дебатов.
Церемонию открытия посетило множество звёзд экрана, включая Эмму Томпсон, Салли Филд, Джоди Фостер, Клаудию Кардинале, Дэнни де Вито и Роберта Дауни-младшего. Особый шум в толпе вызывала Джулия Робертс, только что закончившая съёмки в нашумевшем «Майкле Коллинзе». Во время самой церемонии слово взял Никита Михалков, заявивший, что судить будет честно и добавил:
Победят те картины, которые корнями произрастают в родной земле, а ветвями обнимают весь мир.
Позже на сцене появился Джон Траволта, а Брюс Уиллис исполнил несколько композиций в составе собственной группы The Accelerators.
Вскоре после старта Берлинале журналисты начали отмечать, что конкурсная программа этого года переполнена голливудскими проектами. Планку качества с самого начала подняла до максимума лента Энга Ли «Разум и чувства». После неё последовали «12 обезьян» Терри Гиллиама и вторая режиссёрская работа актёра Тима Роббинса «Мертвец идёт» со Сьюзан Сарандон и Шоном Пенном в главных ролях. Последний фильм был особенно тепло принят посетившими фестиваль корреспондентами. Невзирая на устоявшиеся штампы, голливудское кино составило крепкую конкуренцию европейским картинам.
Отдельно выделялись фильмы из Кореи, Китайской Республики, Австралии и Северной Африки. Однако абсолютными фаворитами публики и репортёров стали историческая драма Анджея Вайды «Страстная неделя», мелодрама Бертрана Блие «Мужчина моей жизни» и последняя режиссёрская работа Бу Видерберга, скончавшегося через год после проведения фестиваля, «Цветения пора».
26 февраля 1996 года, в день официального закрытия фестиваля, председателем судей Никитой Михалковым были объявлены победители уходящего Берлинале. Главный приз, «Золотого медведя», забрал режиссёр костюмной мелодрамы «Разум и чувства» Энг Ли. Картина понравилась Михалкову так, что тогда он даже предрекал ей «Оскара» за фильм года. Статуэтки за лучшую мужскую и женскую роли получили Шон Пенн («Мертвец идёт») и Анук Гринбер («Мужчина моей жизни») соответственно. Режиссёрами года признаны Йим Хо («У солнца есть уши») и Ричард Лонкрейн, поставивший масштабную драму «Ричард III» по мотивам одноимённого шекспировского произведения.
Как только двери кинотеатра Zoo Plast закрылись за многочисленными посетителями смотра, в очередной раз назрел вопрос о переносе Берлинского кинофестиваля на Потсдамскую площадь. Эта идея была внесена на рассмотрение лично мэром Берлина Эберхардом Дипгеном.

## Жюри
- Никита Михалков, кинорежиссёр и актёр ( Россия) — председатель
- Гила Альмагор, актриса ( Израиль)
- Винченцо Керами, сценарист ( Италия)
- Джоан Чэнь, актриса ( США  Китай)
- Энн Хёй, кинорежиссёр и актриса ( Гонконг)
- Петер Лилиенталь, кинорежиссёр и сценарист ( Германия)
- Юрген Прохнов, актёр ( Германия)
- Клод Риш, актёр и сценарист ( Франция)
- Фэй Уэлдон, писательница ( Великобритания)
- Кэтрин Уайлер, продюсер ( США)
- Кристиан Зиндер, актёр ( Швейцария)

Члены жюри, слева направо: Никита Михалков, Гила Альмагор, Джоан Чэнь, Энн Хёй, Юрген Прохнов, Клод Риш
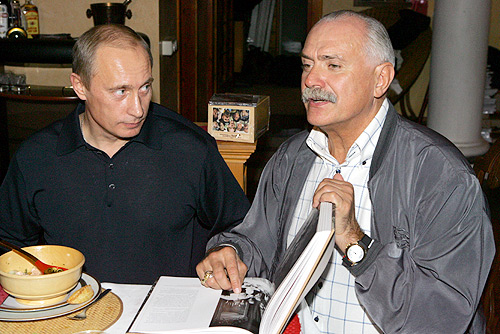
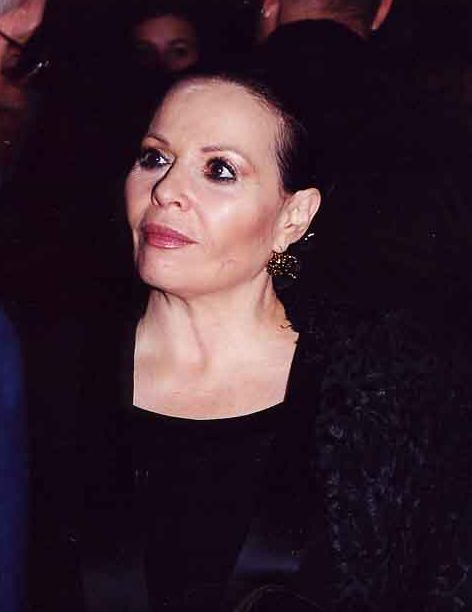
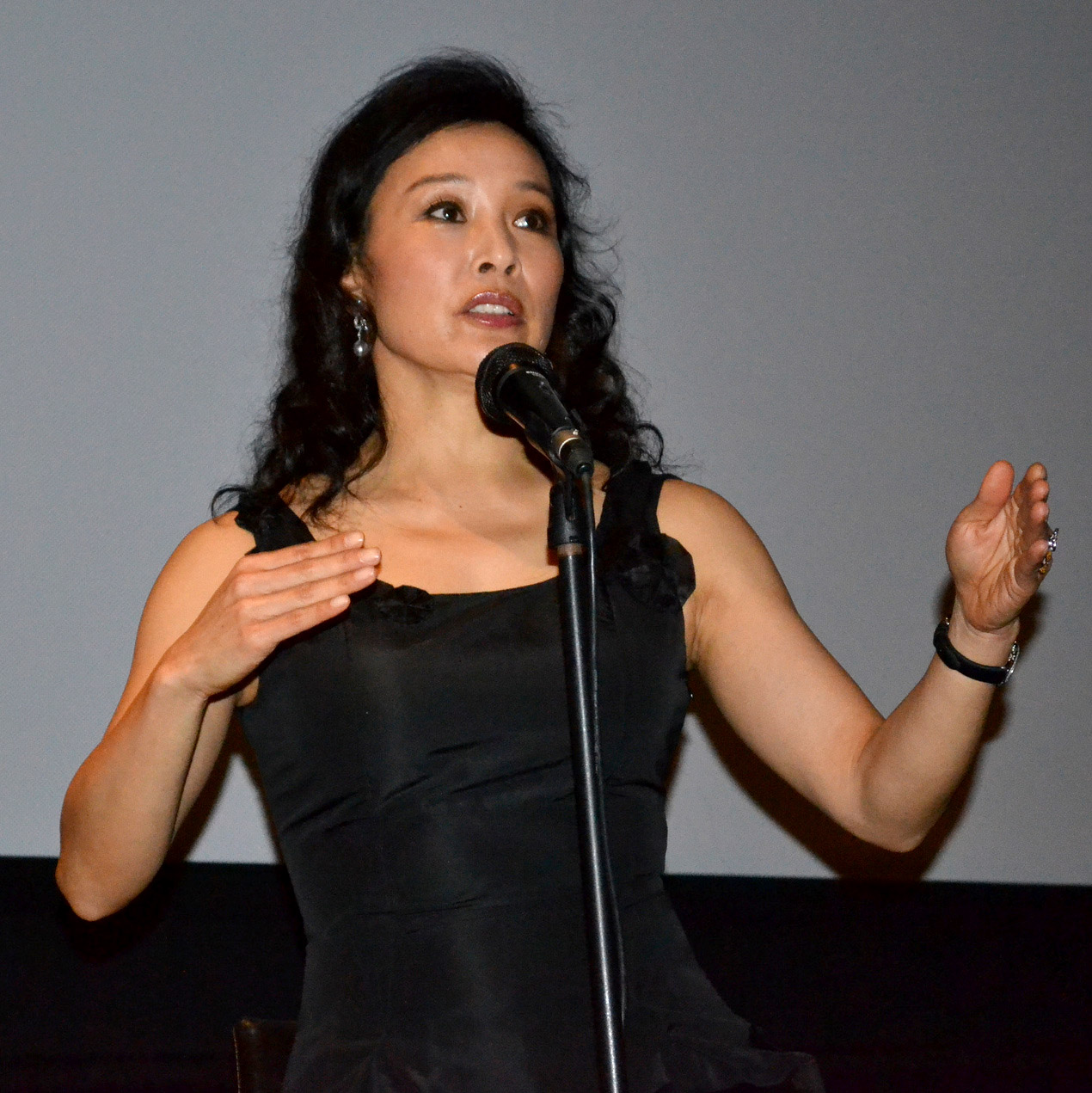
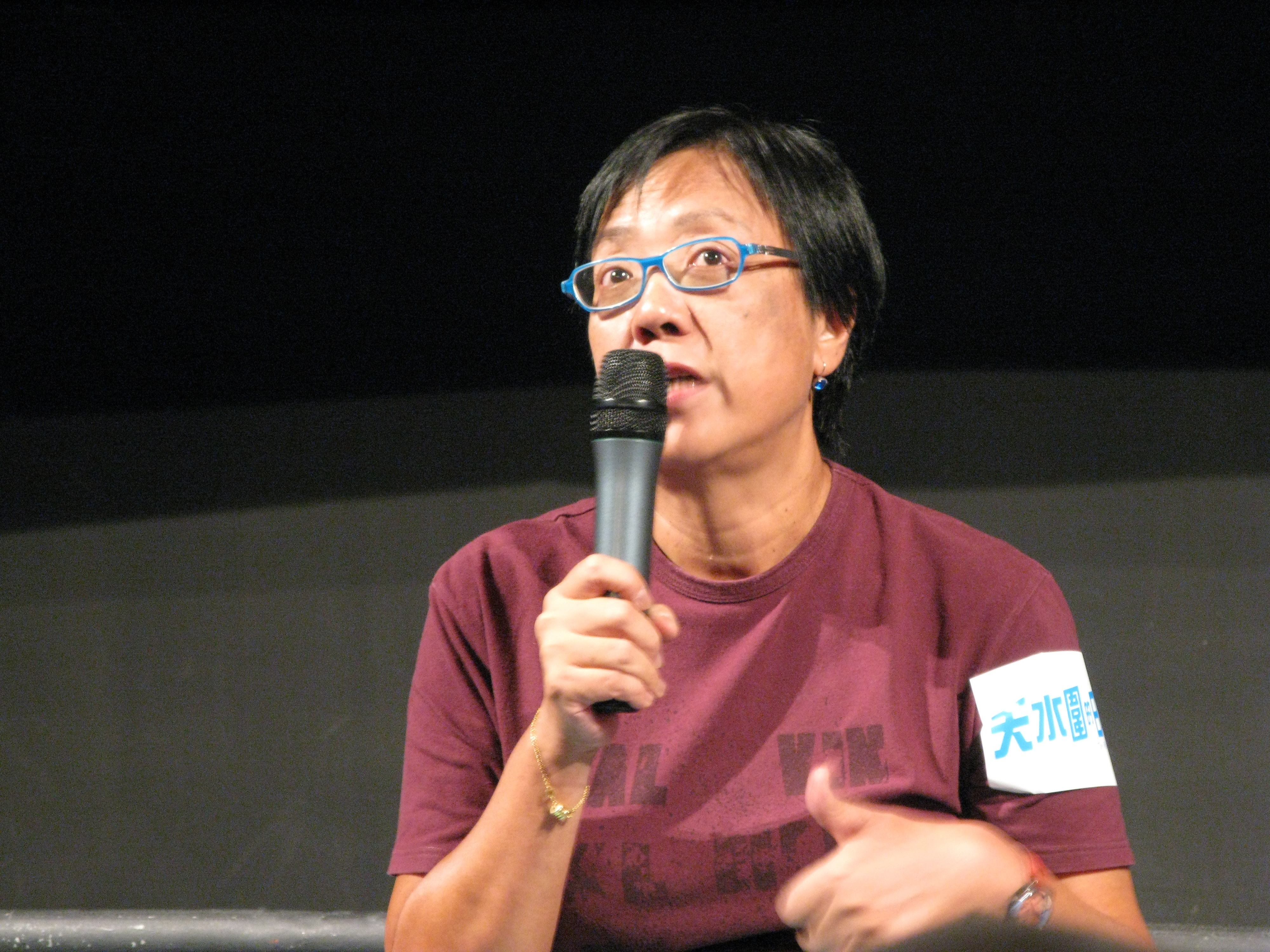
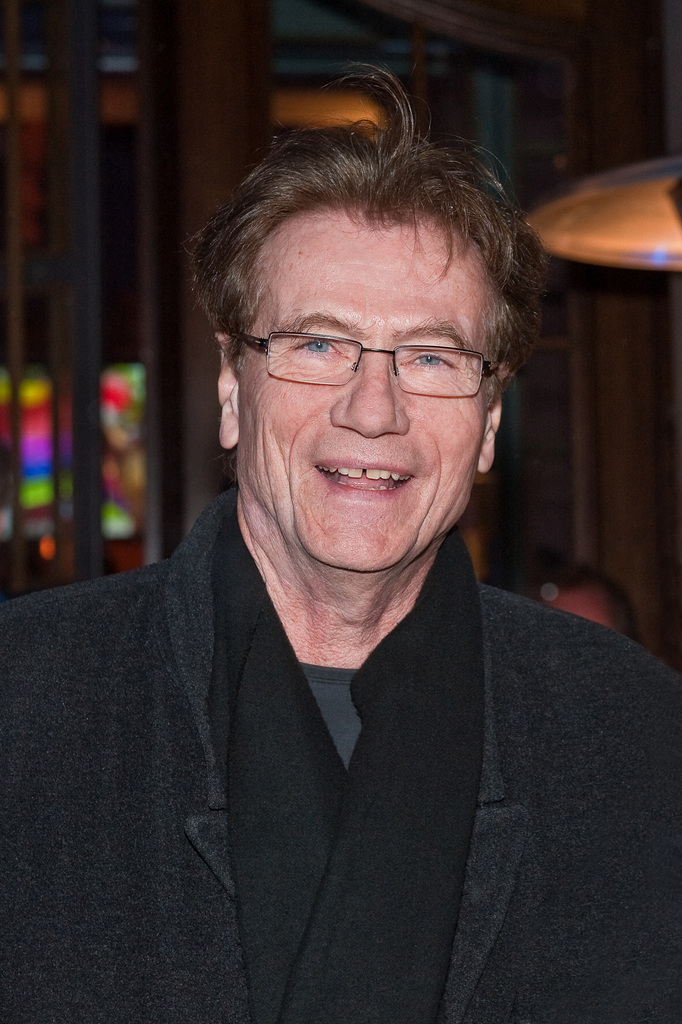
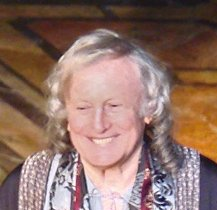

## Конкурсная программа
| Лауреат «Золотого медведя» выделен отдельным цветом. |

| Лауреат «Серебряного медведя» выделен отдельным цветом. |

Информация предоставлена официальным сайтом Берлинского кинофестиваля:

### Основной конкурс
| Название              | Оригинальное название | Режиссёр          | Страна               |
| --------------------- | --------------------- | ----------------- | -------------------- |
| «12 обезьян»          | 12 Monkeys            | Терри Гиллиам     | США                  |
| «Верность»            | Faithful              | Пол Мазурски      | США                  |
| «Деревушка мечтаний»  | 絵の中のぼくの村      | Ёити Хигаси       | Япония               |
| «Достать коротышку»   | Get Shorty            | Барри Зонненфельд | США                  |
| «Задушенные жизни»    | Vite strozzate        | Рикки Тоньяцци    | Италия · Франция     |
| «Королевская милость» | Restoration           | Майкл Хоффман     | Великобритания       |
| «Лето в Ла Гулетт»    | Un été à La Goulette  | Ферид Бухедир     | Тунис · Франция      |
| «Лжецы»               | Les menteurs          | Эли Шураки        | Франция              |
| «Маджонг»             | 麻将                  | Эдвард Янг        | Китайская Республика |
| «Мертвец идёт»        | Dead Man Walking      | Тим Роббинс       | США                  |
| «Мужчина моей жизни»  | Mon Homme             | Бертран Блие      | Франция              |
| «Мэри Рейлли»         | Mary Reilly           | Стивен Фрирс      | Великобритания       |
| «Одинокая искра»      | 아름다운 청년 전태일  | Парк Кванг-су     | Республика Корея     |
| «Портленд»            | Portland              | Нильс Арден Оплев | Дания                |
| «Разум и чувства»     | Sense and Sensibility | Энг Ли            | США                  |
| «Ричард III»          | Richard III           | Ричард Лонкрейн   | Великобритания       |
| «Солнечная долина»    | 日光峡谷              | Хе Пинг           | Гонконг · Китай      |
| «Страстная неделя»    | Wielki tydzien        | Анджей Вайда      | Польша · Германия    |
| «Суки»                | Csajok                | Ильдико Сабо      | Венгрия · Германия   |
| «Тихая ночь»          | Stille Nacht          | Дани Леви         | Германия             |
| «У солнца есть уши»   | 太陽有耳              | Йим Хо            | Китай                |
| «Цветения пора»       | Lust och fägring stor | Бу Видерберг      | Швеция · Дания       |
| «Что я написал»       | What I Have Written   | Джон Хьюз         | Австралия            |
| «Экстаз»              | Extasis               | Мариано Барросо   | Испания              |

### Программа «Панорама»
| Название                                              | Оригинальное название                                           | Режиссёр                    | Страна               |
| ----------------------------------------------------- | --------------------------------------------------------------- | --------------------------- | -------------------- |
| «301, 302»                                            | 삼공일 삼공이                                                   | Чул-су Парк                 | Республика Корея     |
| «Агнес»                                               | Agnes                                                           | Эджилл Эдвардссон           | Исландия · Германия  |
| «Алкали, Айова»                                       | Alkali, Iowa                                                    | Марк Кристофер              | США                  |
| «Анатомия страсти»                                    | Anatomy of Desire                                               | Жан Ф. Монетт П. Буллата    | Канада               |
| «Белла, моя дорогая Белла»                            | Bella min Bella                                                 | Астрид Хеннинг-Енсен        | Дания                |
| «Белый хастлер»                                       | Hustler White                                                   | Брюс Лабрюс Рик Кастро      | Канада · Германия    |
| «Братья в беде»                                       | Brothers in Trouble                                             | Удаян Прасад                | Великобритания       |
| «Вещи, о которых я тебе никогда не рассказывал»       | Things I Never Told You                                         | Исабель Койшет              | Испания · США        |
| «Возбудимая энергия»                                  | Nervous Energy                                                  | Джин Стюарт                 | Великобритания       |
| «Вьюжная станция»                                     | Boranly beket                                                   | Бакыт Карагулов             | Казахстан            |
| «В поисках кошки»                                     | Chacun cherche son chat                                         | Седрик Клапиш               | Франция              |
| «Голодарь»                                            | Hunger Artist                                                   | Бернард Радден              | Великобритания       |
| «Джим любит Джека: История Джеймса Эгана»             | Jim Loves Jack: The James Egan Story                            | Дэвид Адкин                 | Канада               |
| «Диссертация»                                         | Tesis                                                           | Алехандро Аменабар          | Испания              |
| «Женщина-арбуз»                                       | The Watermelon Woman                                            | Шерил Дунье                 | США                  |
| «Играющий с тарелки»                                  | Grajacy z talerza                                               | Ян Якуб Кольски             | Польша · Франция     |
| «Итальянцы»                                           | Italiani                                                        | Маурицио Понци              | Италия               |
| «Китайский шоколад»                                   | Chinese Chocolate                                               | Ян Суй Куи Чанг             | Канада               |
| «Лезвие»                                              | 刀                                                              | Цуй Харк                    | Гонконг              |
| «Любовь»                                              | Romance                                                         | Сюниси Нагасаки             | Япония               |
| «Люмьер и компания»                                   | Lumière et compagnie                                            | коллектив                   | Франция · Испания    |
| «Небо просто голубее»                                 | Il cielo è sempre più blu                                       | Антонелло Гримальди         | Италия               |
| «Неврозия — 50 лет извращения»                        | Neurosia — 50 Jahre pervers                                     | Роза фон Проунхайм          | Германия             |
| «Незабываемое»                                        | Unforgettable                                                   | Джон Даль                   | Канада · США         |
| «Новости от боженьки»                                 | Des nouvelles du Bon Dieu                                       | Дидьё Ле Пешо               | Франция · Швейцария  |
| «Око за око»                                          | Eye for an Eye                                                  | Джон Шлезингер              | США                  |
| «Одинокая девушка»                                    | La fille seule                                                  | Бенуа Жако                  | Франция              |
| «Памяти Марка Финча»                                  | Mark Finch Tribute                                              | Том ди Мариа                | США                  |
| «Париж был женщиной»                                  | Paris Was a Woman                                               | Грета Шиллер                | Великобритания · США |
| «Паршивые овечки»                                     | Black Sheep Boy                                                 | Майкл Уоллин                | США                  |
| «Плохая печень и разбитое сердце»                     | Bad Liver and Broken Heart                                      | Терри Стейси                | США                  |
| «Послание к любви»                                    | Message to Love                                                 | Мюррей Лернер               | США                  |
| «Преднамеренное убийство»                             | Ubistvo s predumisljajem                                        | Горчин Стоянович            | Сербия · Венгрия     |
| «Предсказания огня»                                   | Predictions of Fire                                             | Майкл Бенсон                | США · Словакия       |
| «Прощай, Америка!»                                    | Прощай, Америка!                                                | Александр Довженко          | СССР                 |
| «Путешествие в жизнь — последствия детства в Аушвице» | Reisen ins Leben — Weiterleben nach einer Kindheit in Auschwitz | Томас Митсхерлик            | Германия             |
| «Раскалённая крыша»                                   | Gyae-Got-un Nalui Ohu                                           | Ли Мин-Йонг                 | Республика Корея     |
| «Ребята, давайте любить друг друга!»                  | Szeressük egymást gyerekek                                      | М. Янчо, П. Шандор, К. Макк | Венгрия              |
| «Святая Клара»                                        | Clara hakadusha                                                 | Ори Сиван Элай Фулман       | Израиль              |
| «Сексуальная Сейди»                                   | Sexy Sadie                                                      | Маттиас Гласнер             | Германия             |
| «Сердца и умы»                                        | Hearts and Minds                                                | Ральф Зиман                 | ЮАР                  |
| «Слепая корова»                                       | Die blinde Kuh                                                  | Никлос Шиллинг              | Германия             |
| «Снова не четырнадцать»                               | Not Fourteen Again                                              | Джиллиан Армстронг          | Австралия            |
| «СПИД неравен смерти»                                 | Aids ungleich Tod                                               | Клаус Константин            | Германия             |
| «Тысменица»                                           | Tysmienica                                                      | Неля Пасичник               | Украина              |
| «Увлёкшийся»                                          | Carried Away                                                    | Бруну Баррету               | США                  |
| «Уличная жизнь»                                       | Streetlife                                                      | Карл Фрэнсис                | Великобритания       |
| «Ученики»                                             | Les apprentis                                                   | Пьер Сальвадори             | Франция              |
| «Это моя вечеринка»                                   | It’s My Party                                                   | Рэндал Клайзер              | США                  |
| «Я — дочь своей матери»                               | Ich bin Tochter meiner Mutter                                   | Сейхан Дерин                | Германия             |

## Внеконкурсные показы
| Название                       | Оригинальное название | Режиссёр        | Страна                    |
| ------------------------------ | --------------------- | --------------- | ------------------------- |
| «История игрушек»              | Toy Story             | Джон Лассетер   | США                       |
| «Мужество моей матери»         | My Mother’s Courage   | Майкл Верховен  | Великобритания · Германия |
| «Никсон»                       | Nixon                 | Оливер Стоун    | США                       |
| «От заката до рассвета»        | From Dusk Till Dawn   | Роберт Родригес | США                       |
| «Семейный праздник»            | Home For The Holidays | Джоди Фостер    | США                       |
| «Старые ворчуны разбушевались» | Grumpier Old Men      | Говард Дойч     | США                       |

## Награды
Информация предоставлена официальным сайтом Берлинского кинофестиваля и IMDb:

| - «Золотой медведь» за лучший фильм - «Разум и чувства», реж. Энг Ли (США) - «Золотой медведь» за лучший короткометражный фильм - «Прибытие поезда», несколько режиссёров (Россия) - Почётный «Золотой медведь» - Джек Леммон, актёр (США) - Элиа Казан, кинорежиссёр (США) - «Серебряный медведь» — гран-при жюри - «Цветения пора», реж. Бу Видерберг (Швеция, Дания) - «Серебряный медведь» за лучшую режиссёрскую работу - Йим Хо за фильм «У солнца есть уши» (Китай) - Ричард Лонкрейн за фильм «Ричард III» (Великобритания) - «Серебряный медведь» за лучшую мужскую роль - Шон Пенн за фильм «Мертвец идёт» (США) - «Серебряный медведь» за лучшую женскую роль - Анук Гринбер за фильм «Мужчина моей жизни» (Франция) - «Серебряный медведь» за выдающиеся персональные достижения - Ёити Хигаси, кинорежиссёр («Деревушка мечтаний»; Япония) - «Серебряный медведь» за выдающиеся художественные достижения - Анджей Вайда, кинорежиссёр («Страстная неделя»; Польша) | - «Камера Берлинале» (специальная награда за заслуги, оказанные в организации кинофестиваля) - Джоди Фостер, актриса и кинорежиссёр (США) - Чингиз Айтматов, писатель (Киргизия) - Фолькер Нот, художник, более 20 лет работавший на Берлинале - Салли Филд, актриса (США) - Астрид Хеннинг-Енсен, кинорежиссёр (Дания) - Приз ФИПРЕССИ - «У солнца есть уши», реж. Йим Хо (Китай) - «Лунные танцы», реж. Гарин Нугрохо (Индонезия) - «В поисках кошки», реж. Седрик Клапиш (Франция) - Приз экуменического жюри - «Мертвец идёт», реж. Тим Роббинс (США) - «Иметь (или не иметь)», реж. Летиция Массон (Франция) - Приз экуменического жюри — специальное упоминание - «Солнечная долина», реж. Хэ Пин (Китай) - «Дьяволы не мечтают!», реж. Андреас Хоссли (США) - Приз «Тедди» - «Женщина-арбуз», реж. Шерил Дунье (США) — Лучший художественный фильм - «Целлулоидный шкаф», реж. Роб Эпштейн и Джефри Фридман (США); «Я буду твоим зеркалом», реж. Нан Голдин (США) — Лучший документальный фильм - «Алкали, Айова», реж. Марк Кристофер (США); «Развязанный», реж. Клаудия Моргадо Эсканилья (Канада) — Лучший короткометражный фильм - «Париж был женщиной», реж. Грета Шиллер (США) — Приз читателей журнала Siegessäule - Джерри Тарталья за вклад в сохранение фильмов Джека Смита — Приз жюри |